# Antiblemma bistriata
Antiblemma bistriata är en fjärilsart som beskrevs av Butler 1879. Antiblemma bistriata ingår i släktet Antiblemma och familjen nattflyn. Inga underarter finns listade i Catalogue of Life.